# Visitación (Rafael)
La Visitación (en italiano: Visitazione) es una pintura ejecutada alrededor de 1518 por el artista renacentista italiano Rafael.
Es una pintura al óleo (primero fue una pintura sobre tabla que después fue transferida sobre un lienzo) de 200x145 cm conservada en el Museo del Prado de Madrid desde 1837.
La pintura está firmada sobre una piedra en primer plano por Rafael «RAPHAEL URBINAS F.[ecit] MARINVS BRANCONIVS F.F».

## Historia
La pintura fue encargada por el protonotario apostólico Giovanni Battista Branconio dell'Aquila, amigo de Rafael, a petición de su padre Marino Brancantonio, para decorar la capilla familiar de la iglesia de San Silvestro de L'Aquila. La elección del tema está sin duda ligada a cuestiones de devoción familiar; su esposa se llamaba Isabel, por ese motivo llamó a su hijo Juan. Un dibujo del estudio preparatorio de la cabeza de Santa Isabel conservado en el museo del Louvre sería una prueba de la intervención directa del artista sobre la pintura.
La pintura fue tomada en 1665 durante la ocupación por las tropas de Felipe IV de España y situada en la residencia real del Escorial. En 1813, la pintura fue trasladada al Louvre por la expoliación napoleónica y volvió a Madrid en 1822, pero en tan mal estado, que necesitó la transferencia de la pintura sobre tela antes de ingresar definitivamente al Museo del Prado en 1837.
Una copia permanece en la ubicación original en la capilla de la iglesia de San Silvestro, en L'Aquila. La Soprintendenza de L'Aquila ha pedido la restitución de la obra.

## Tema
La Visitación designa, en la iconografía cristiana, la visita que María, la futura madre de Cristo, hizo a su prima Isabel,mujer de Zacarías, embarazada a su vez de San Juan el Bautista.

## Descripción
El grupo del centro cercano representa a María embarazada a la derecha, vestida de rojo y azul, la cabeza hacia abajo, los ojos casi cerrados, la mano izquierda sobre el vientre redondo y la mano derecha que sostiene la de su prima a la izquierda, que también está vestida de rojo y azul, pero con un turbante blanco.
El conjunto se desarrolla en un entorno rural, y una escena se destaca en un fondo lejano al borde de un arroyo frente a un montón de rocas: el bautismo de Jesús por Juan, y en el cielo brillando se puede ver a Dios rodeado de ángeles (que se parece mucho a la La visión de Ezequiel, expuesta en la Galería Palatina de Florencia). 
Lejos, a la derecha, se puede ver una ciudad pintada en azul sobre un fondo amarillo paja, con sus torres en el extremo izquierdo.

## Análisis
Seguramente Rafael hizo el diseño y las partes importantes de los dos personajes, pero los historiadores del arte piensan que el resto fue acabado por sus alumnos Giovanni Francesco Penni y Giulio Romano.
Adolfo Venturi argumenta que el maestro «dio cuerpo a las masas, llenó los espacios. Las dos figuras femeninas están iluminadas con la misma intensidad y de la misma manera (la cara de Isabel y la cara de María)...».
Se desarrollan dos episodios: uno humano y otro divino; una realidad cotidiana y una visión singular; uno del presente en primer plano, y uno del futuro en la distancia, a la orilla del río Jordán.
Los tonos verdes y azules del paisaje son algo monótonos en su suavidad, la pintura es agraciada con el coloquio afectuoso entre las dos mujeres: María es humilde con la mirada virginal baja, y la cara de Isabel mirando a María trasluce su emoción ante su tardía futura maternidad.
El toque pulido del pincel sobre los rostros (trazado eficaz de las pinceladas) descubre los relieves, y los pliegues de las ropas las modela sin deformar las dos maternidades. Algunos elementos de esta finura son de Rafael.